# 阿加斯泰埃斯瓦拉姆
阿加斯泰埃斯瓦拉姆（Agastheeswaram），是印度泰米尔纳德邦甘尼亚古马里县的一个城镇。总人口8978（2001年）。

## 人口
该地2001年总人口8978人，其中男性4399人，女性4579人；0—6岁人口885人，其中男469人，女416人；识字率84.34%，其中男性为85.93%，女性为82.81%。